# Heikki Jauhopää
Heikki Jauhopää (ejecutado en 1586), fue un curandero finlandés, ejecutado por brujería.
Era un mago y curandero popular famoso, que antiguamente eran a menudo varones en Finlandia y respetados y temidos. Jauhopää era ampliamente conocido por su habilidad y temido porque se rumoreaba que la empleaba para propósitos malignos.
Fue juzgado en Kemi, acusado de haber causado la muerte de varias personas mediante magia. Fue acusado por tres personas diferentes, que reclamaron que había causado la enfermedad y muerte de una hija, un jornalero y dos vacas respectivamente, después de haber tenido algún tipo de conflicto con Jauhopää. Su propia esposa Maarit testificó contra él, y afirmó que le había dejado pero que se había visto forzada a regresar después de que él provocara que diera a luz culebras.
En Finlandia, los juicios por brujería normalmente fueron en contra de un único varón mago que era acusado de haber causado muerte o enfermedad mediante magia, sin ninguna referencia a Satanás. El juicio de Heikki Jauhopää es típico en este sentido. Sin embargo, al hombre normalmente se le aplicaba algún castigo menor que la pena de muerte. Heikki Jauhopää sin embargo fue considerado inusualmente peligroso, y sentenciado a muerte por decapitación por haber causado la muerte mediante la magia el 9 de julio de 1586. En este periodo de tiempo, era raro firmar sentencias de muerte en los juicios por brujería finlandeses, que normalmente terminaban en multas y no en sentencias de muerte.